# Slag bij Vézeronce
De Slag bij Vézeronce  vond plaats in 524 tussen de legers van de Franken, aangevoerd door de Frankische koning Chlodomer en de Bourgonden en Ostrogoten, geleid door koning Gundomar. De Franken verloren deze slag.

## Achtergrond
In 523 hadden de Frankische koningen Childebert I, Chlodomer en Chlotharius I, hun oog laten vallen op het koninkrijk van hun neef Sigismund van Bourgondië. Na een kortstondige oorlog hadden zij de Bourgonden verslagen en Sigismund gevangengenomen. Gundomar, de broer van Sigismund was gevlucht en had een goed heenkomen gezocht bij de Ostrogoten, bondgenoten van de Bourgonden.
In 524 keerde Gundomar terug en met hulp van de Ostrogoten begon hij aan de herovering van Bourgondië. Hij vernietigde het bezettingsleger van de Franken. Als antwoord op deze nederlaag liet Chlodomer Sigismund met zijn gehele familie vermoorden en trok vanuit Orléans met een leger op tegen de Bourgondiërs.
Het leger van de Bourgonden en de Ostrogoten raakte op 25 juni 524 bij het tegenwoordige Vézeronce-Curtin in het departement Isère in gevecht met de Franken. In de veldslag die plaatsvond werd het Frankische leger verslagen, waarbij koning Chlodomer om het leven kwam. Door deze nederlaag werden de Franken gedwongen zich terug te trekken uit Bourgondië.
Een aantal jaren later, in 532, zouden de Bourgonden opnieuw te maken krijgen met de Franken. Bij Autun zouden zij ditmaal definitief verslagen worden en gedwongen hun politieke zelfstandigheid op te geven.